# Berkovići
La municipalidad de Berkovići se localiza dentro de la región de Trebinje, dentro de la República Srpska, en Bosnia y Herzegovina.

## Localidades
Esta municipalidad de la República Srpska, localizada en Bosnia y Herzegovina se encuentra subdividida en las siguientes localidades a saber:
- Berkovići
- Bitunja
- Brštanik
- Burmazi (un sector)
- Dabrica
- Do (un sector)
- Hatelji
- Hodovo (un sector)
- Hrgud (un sector)
- Ljubljenica
- Ljuti Do
- Meča
- Poplat
- Predolje
- Selišta
- Strupići
- Suzina
- Šćepan Krst
- Trusina
- Žegulja

## Demografía
Si se considera que la superficie total de este municipio es de 270 kilómetros cuadrados y su población está compuesta por unas 3.510 personas, se puede estimar que la densidad poblacional de esta municipalidad es de trece habitantes por cada kilómetro cuadrado de esta división administrativa.